# Olios tikaderi
Olios tikaderi là một loài nhện trong họ Sparassidae.
Loài này thuộc chi Olios. Olios tikaderi được miêu tả năm 1999 bởi Kundu, Biswamoy Biswas & Dinendra Raychaudhuri.